# Playa del Algarrobico
La playa del Algarrobico es una playa española situada a 4 km al norte de Carboneras (provincia de Almería, Andalucía), a cuyo término municipal pertenece,
a la que se accede por la carretera AL-5107 en dirección a Mojácar.
Está situada en el parque natural del Cabo de Gata-Níjar. Se hizo famosa al construirse desde 2003 el popularmente conocido como Hotel El Algarrobico por la promotora Azata del Sol, que provocó una fuerte oposición y movilización debido a su ilegalidad por incumplimiento de la Ley de Costas. El caso tuvo un gran impacto mediático y por sus dimensiones ha sido usado por los medios de comunicación como símbolo de la mala conservación de la costa española.
La proximidad de la playa al casco urbano hace que tenga una ocupación media. Al ser una de las playas del parque natural Cabo de Gata-Níjar goza de la protección especial habitual otorgada en estos casos, no estando por tanto alterado su paisajismo con mobiliario ni servicios propios de las playas urbanas. El único elemento distorsionante es el hoy ruinoso Hotel El Algarrobico que está a la espera definitiva de demolición, lo que devolverá finalmente la playa a su estado natural.

## Geografía
Un carril sin asfaltar bordea la costa y lleva directamente a la playa, dotada de aparcamiento no vigilado.
Se trata de la única playa del parque natural del Cabo de Gata-Níjar cuyo territorio marítimo no está afectado por la figura de protección del espacio natural, limitándose ésta al área terrestre entre la Punta del Santo y la desembocadura del río Alías, a los pies del extremo oriental de la Sierra de Cabrera.
Desde este lugar, continúa hacia el sur hasta la Punta del Rayo, en cuya cima, sobre la Piedra de los Roncaores se eleva una de las torres vigías que jalonan el litoral almeriense, la Torre de la Carbonera, construida en 1584 por mandato de Felipe II y destruida por un rayo durante la segunda mitad del siglo XVIII, momento a partir del cual, adoptó el nombre por el que más comúnmente se la conoce: la Torre del Rayo.
En la playa se encuentra el Hotel El Algarrobico. Es una ruina de construcción.